# Jodi Benson
Jodi Marie Benson (ur. 10 października 1961 w Rockfordzie) – amerykańska aktorka filmowa, teatralna i dubbingowa. Również piosenkarka. Użyczyła swojego głosu m.in.: Ariel z Małej Syrenki i Calineczce w filmie pod tym samym tytułem.

## Życiorys
Benson urodziła się w katolickim środowisku. Nawróciła się do religii podczas randkowania z jej przyszłym mężem – Rayem Bensonem. Benson zadebiutowała w 1983 roku w reżyserii Kenny’ego Ortegi Marilyn: An American Fable. Pod koniec 1986 roku Benson po raz pierwszy usłyszała o przesłuchaniu do Małej Syrenki przez autora tekstów i dramaturga Howarda Ashmana. Jodi nagrała fragment na którym śpiewała „Naprawdę chcę” po czym wysłano taśmę z nagraniem do kierownictwa Disneya. Na początku 1988 roku Benson zdobyła rolę Ariel. Przed przesłuchaniem do Małej Syrenki była głównie aktorką teatralną. Ze swoim mężem ma dwojga dzieci, syna McKinley’a Bensona i córkę Delaney Benson.

## Filmografia[2]
- 1984: Detektyw Hunter – Oficer policji
- 1995: Karolina w mieście – Matka
- 2002: Piękna i Bestia: kulisy historii – Prowadząca
- 2007: Zaczarowana – Sam
- 2011: 1320 – pielęgniarka

## Dubbing[2]
- 1984: Nausicaä z Doliny Wiatru – Matka Lastelle
- 1989: Mała Syrenka – Ariel
- 1991: Piraci Mrocznych Wód – Tula
- 1992: Mała Syrenka – Ariel
- 1994: Calineczka – Calineczka
- 1997: Flubber – Weebo
- 1997: Pepper Ann – Amber O’Malley
- 1998: Dzika rodzina Thornberrych – Matka Cheetah
- 1999: Toy Story 2 – Barbie
- 1999: Batman – 20 lat później – Aquagirl
- 2000: Mała Syrenka 2: Powrót do morza – Ariel
- 2001: Zakochany kundel II: Przygody Chapsa – Lady
- 2001: Café Myszka – Ariel
- 2001: Mroczne przygody Billy’ego i Mandy
- 2002: Balto II: Wilcza wyprawa – Jenna
- 2003: 101 dalmatyńczyków II. Londyńska przygoda – Anita Darling
- 2003: Kaczor Dodgers – Kapitan Torelli / Księżniczka Incense
- 2004: Balto III: Wicher zmian – Jenna
- 2008: Mała Syrenka: Dzieciństwo Ariel – Ariel
- 2010: Toy Story 3 – Barbie
- 2012: Dzwoneczek i sekret magicznych skrzydeł – lecząca wróżka
- 2013: Jej Wysokość Zosia – Ariel
- 2018: Ralph Demolka w internecie – Ariel